# Бучацкий, Владимир Емельянович
Владимир Емельянович Бучацкий (русин. Володимир Еміліяновыч Бучацькый; 20 июля 1885, Рыманув, Австрийская империя — 1963, Канада) — русинский историк Лемковщины, адвокат, юрист.

## Биография
Сын основателя школы резчиков по дереву в Рымануве. В 1888 году с отцом переехал в Сянок. В 1903 году окончил гимназию в г. Сянок. Участник Первой мировой мировой в составе австро-венгерской армии, в ранге поручика отбывал военную службу в г. Стрые. После войны работал судьёй австрийских, позже польских судов, был уволен со службы поляками, вместе с другими украинскими судьями, принудительно вышел на пенсию, открыл свою адвокатскую контору, в 1920 году сдал магистрский экзамен и работал адвокатом до июля 1944 года в г. Сянок.
Позже — в эмиграции в Канаде. Имел семерых детей.
Автор трудов по истории Лемковщины. Самые известные его публикации
- В тривожних днях німецької окупації
- Москвофільство на Лемківщіні
- Лемки — українське гірьске племя
- З моїх юних літ
- Лемкiвщина. Iсторично-побутова розвiдка.